# Marie-France Jean-Georges
Marie-France Jean-Georges (* 17. Januar 1949) ist eine ehemalige französische Skirennfahrerin, die einen Weltcup-Podestplatz errang.

## Karriere
Jean-Georges war von 1967 bis 1969/70 im Weltcup aktiv und errang dabei fünf Platzierungen unter den besten zehn. Ihr bestes Ergebnis war der zweite Rang im Riesenslalom vom 1. Februar 1970 in Abetone, wo sie mit 1,57 Sekunden Rückstand auf Britt Lafforgue den zweiten Platz errang. Auf die Dritte, Judy Nagel, hatte sie drei Zehntelsekunden Vorsprung.
Ihr bestes Abfahrtsergebnis war der fünfte Rang am 27. Januar 1968 in Saint-Gervais-les-Bains mit 2,39 Sekunden Rückstand auf Isabelle Mir. Die Französinnen belegten bei diesem Rennen zudem Rang zwei (Annie Famose), vier (Marielle Goitschel) und sieben (Michèle Jacot). Die einzigen Nicht-Französinnen unter den besten sieben waren Christl Haas als Dritte und Karen Budge als Sechste.

## Erfolge

### Weltcupwertungen
- Fünf Platzierungen unter den besten zehn, davon ein Podestplatz

| Saison  | Gesamt | Gesamt | Abfahrt | Abfahrt | Riesenslalom | Riesenslalom | Slalom | Slalom |
| Saison  | Platz  | Punkte | Platz   | Punkte  | Platz        | Punkte       | Platz  | Punkte |
| ------- | ------ | ------ | ------- | ------- | ------------ | ------------ | ------ | ------ |
| 1967    | 31.    | 3      | 17.     | 3       |              |              |        |        |
| 1968    | 29.    | 9      | 16.     | 9       |              |              |        |        |
| 1968/69 | –      | 0      |         |         |              |              |        |        |
| 1969/70 | 21.    | 22     |         |         | 13.          | 22           |        |        |